# Lily Collins
Lily Jane Collins (født 18. marts 1989 i Guildford i Surrey i England) er en amerikansk-engelsk skuespillerinde, best kendt for sine roller i filmene The Blind Side (2009), Abduction (2011), Lille spejl på væggen der, eventyret om Snehvide (2012), The Mortal Instruments: Dæmonernes by (2013) og
Emily in Paris (2022).

## Udvalgt filmografi
- Okja (2017)
- To the Bone (2017)
- Rules Don't Apply (2016)
- Love, Rosie (2014)
- The Mortal Instruments: Dæmonernes by (2013)
- The English Teacher (2013)
- Stuck in Love (2012)
- Lille spejl på væggen der, eventyret om Snehvide (2012)
- Abduction (2011)
- Priest (2011)
- The Blind Side (2009)
- Tolkien (2019)